# ساندرا بورجمان
ساندرا بورجمان (بالألمانية: Sandra Borgmann )‏ (و. 1974 – م) هي ممثلة، وممثلة أفلام من ألمانيا . ولدت في مولهايم.

## روابط خارجية
- ساندرا بورجمان على موقع IMDb (الإنجليزية)
- ساندرا بورجمان على موقع ألو سيني (الفرنسية)
- ساندرا بورجمان على موقع ميوزك برينز (الإنجليزية)
- ساندرا بورجمان على موقع أول موفي (الإنجليزية)
- ساندرا بورجمان على موقع قاعدة بيانات الأفلام السويدية (السويدية)
- ساندرا بورجمان على موقع ديسكوغز (الإنجليزية)
- ساندرا بورجمان على موقع قاعدة بيانات الفيلم (الإنجليزية)
- ساندرا بورجمان على موقع كينوبويسك (الروسية)